# North Star, Delaware
North Star är en ort (CDP) i New Castle County, i delstaten Delaware, USA. Enligt United States Census Bureau har orten en folkmängd på 7 980 invånare (2010) och en landarea på 17,6 km².